# Iiro Pakarinen
Iiro Pakarinen (ur. 25 sierpnia 1991 w Suonenjoki) – fiński hokeista, reprezentant Finlandii, olimpijczyk.
Jego kuzyn Aleksi Hämäläinen także został hokeistą.

## Kariera
- KalPa U16 (2006-2007)
- KalPa U18 (2006-2008)
- KalPa U20 (2007-2011)
- KalPa (2009-2012)
  -  Suomi U20 (2009-2011)
- HIFK (2012-2014)
- Edmonton Oilers (2014-2018)
  -  Oklahoma City Barons (2014-2015)
  -  Bakersfield Condors (2015-2018)
- Mietałłurg Magnitogorsk (2018-2019)
- Barys Nur-Sułtan (2019-2020)
- Jokerit (2020-2022)
- HIFK (2022-)

Wychowanek klubu SuKiKa. Karierę juniorską rozwijał w klubie KalPa - sukcesywnie awansował w juniorskich drużynach klubu aż do zespołu seniorskiego w rozgrywkach Liiga, w której występował od 2009. Od maja 2012 zawodnik HIFK. W lutym 2014 przedłużył kontrakt o rok. W czerwcu 2014 podpisał kontrakt wstępny z Edmonton Oilers z ligi NHL, po czym został przekazany do zespołu farmerskiego Oklahoma City Barons w lidze AHL. Od lipca 2018 zawodnik rosyjskiego Mietałłurga Magnitogorsk. Od maja 2019 był zawodnikiem kazachskiego Barysu. W maju 2020 przeszedł do fińskiego Jokeritu. Po wycofaniu się Jokeritu z KHL w sezonie 2021/2022 pod koniec lutego 2022 został ponownie graczem HIFK.
Występował w juniorskich reprezentacjach Finlandii. Uczestniczył w turniejach mistrzostw świata juniorów do lat 18 w 2009 oraz mistrzostw świata juniorów do lat 20 w 2010, 2011. W kadrze seniorskiej uczestniczył w turniejach mistrzostw świata edycji 2014, 2021, zimowych igrzysk olimpijskich 2022.

## Sukcesy
Reprezentacyjne
- Brązowy medal mistrzostw świata juniorów do lat 18: 2009
- Srebrny medal mistrzostw świata: 2014, 2021
- Złoty medal zimowych igrzysk olimpijskich: 2022

Klubowe
- Pierwsze miejsce w sezonie zasadniczym SM-liiga: 2012 z KalPa

Indywidualne
- Mistrzostwa Świata w Hokeju na Lodzie 2014/Elita:
  - Szóste miejsce w klasyfikacji +/- turnieju: +8